# Новощербиновское сельское поселение
Новощербиновское сельское поселение — муниципальное образование в Щербиновском районе Краснодарского края России.
В рамках административно-территориального устройства Краснодарского края ему соответствует  Новощербиновский сельский округ.
Административный центр и единственный населённый пункт — станица Новощербиновская.

## Население
| 2010  | 2012  | 2013  | 2014  | 2015  | 2016  | 2017  |
| ----- | ----- | ----- | ----- | ----- | ----- | ----- |
| 6190  | ↘6133 | ↘6091 | ↘6037 | ↘6002 | ↗6025 | ↘5985 |
| 2018  | 2019  | 2020  | 2021  | 2023  |       |       |
| ↘5946 | ↘5900 | ↘5895 | ↘5356 | ↘5264 |       |       |

## См.также
- Флаг Новощербиновского сельского поселения Краснодарского края